# Загной, Владимир Карпович
Владимир Карпович Загной (1926-1945) — Гвардии красноармеец Рабоче-крестьянской Красной Армии, участник Великой Отечественной войны, Герой Советского Союза (1945).

## Биография
Владимир Загной родился в 1926 году в селе Рубановка. Проживал в селе Новониколаевка Мелитопольского района Запорожской области Украинской ССР, где окончил пять классов школы. В сентябре 1941 года оказался в оккупации. После освобождения в декабре 1943 года Загной был призван на службу в Рабоче-крестьянскую Красную Армию, был пулемётчиком 175-го гвардейского стрелкового полка 58-й гвардейской стрелковой дивизии, воевал на 3-м и 1-м Украинском фронтах. Отличился во время Сандомирско-Силезской операции.
23 января 1945 года Загной одним из первых переправился через Одер в районе села Дёберен (ныне — Добжень-Вельки Опольского воеводства Польши) и с ходу вступил в бой с противником. Он оттянул на себя значительные силы противника, что способствовало успешной переправе ряда других подразделений батальона. В том бою пулемётным огнём Загной уничтожил около 2 взводов немецких солдат и офицеров. 24 января в бою он уничтожил ещё около 20 солдат и офицеров противника, получил тяжёлое ранение, от которого скончался в госпитале 27 января 1945 года. Похоронен в братской могиле на окраине села Сверкле Опольского воеводства.
Указом Президиума Верховного Совета СССР от 10 апреля 1945 года за «мужество, отвагу и героизм, проявленные в борьбе с немецкими захватчиками» гвардии красноармеец Владимир Загной посмертно был удостоен высокого звания Героя Советского Союза. Также был награждён орденами Ленина и Славы 3-й степени, медалью «За отвагу».
В честь Загноя установлен бюст в Рубановке, стела в Новониколаевке.